# Zumba

Eine Übungsstunde

Zumba ist der eingetragene Markenname für ein Fitness-Konzept, das vom Tänzer und Choreografen Alberto „Beto“ Pérez in Kolumbien in den 1990er Jahren kreiert wurde. Zumba kombiniert Aerobic mit lateinamerikanischen sowie internationalen Tänzen. Der Name Zumba ist ein weltweit registriertes Warenzeichen der Zumba Fitness, LLC.

## Geschichte
Der kolumbianische Fitnesstrainer Alberto Pérez berichtet auf seiner Website, er habe in den 1990er Jahren bei einem von ihm geleiteten Aerobic-Kurs die Musikkassette vergessen. Damit der Kurs nicht ausfiel, bediente er sich der einzigen ihm verfügbaren Musik – der Kassetten aus seinem Auto. Diese enthielten traditionellen Latin Salsa und Merengue, weshalb er improvisieren musste und den Kurs zu diesen für die Kursteilnehmer ungewohnten Rhythmen leitete. Pérez lehrte es später als „Rumbacize“. Nach dem anfänglichen Erfolg in Kolumbien brachte er 1999 Zumba in die Vereinigten Staaten. 2001 ließ Alberto Pérez den Markennamen Zumba registrieren und gründete mit zwei Geschäftspartnern ein Unternehmen namens „Zumba Fitness LLC“. Mittlerweile werden unter dem Markennamen Zumba sowohl DVDs und CDs als auch Fitnesskurse, Videospiele und Sportbekleidung angeboten. Rund 15 Millionen Menschen, so heißt es auf der Zumba-Website, nehmen weltweit an über 200.000 Standorten in 180 Ländern an Zumbakursen teil.

## Musik und Choreografie
Zumba ist eine Mischung aus Aerobic und überwiegend lateinamerikanischen Tanzelementen. Zumba arbeitet dabei jedoch nicht mit dem Auszählen von Takten, sondern folgt dem Fluss der Musik. Im Gegensatz zum klassischen Aerobic gibt es bei Zumba keinen pausenlos durchgehenden Beat und die Bewegungen sind nicht standardisiert. Stattdessen erhält jedes Lied passend zu seiner Charakteristik und zum Tanzstil eine eigene Choreografie. Die Lieder stammen aus sehr unterschiedlichen folkloristischen, wie auch modernen urbanen Musikstilen, und die einzelnen Lieder sind meist durch kurze Pausen voneinander getrennt. Die Musik und die Tanzschritte kommen unter anderem aus den folgenden Stilen: Reggaeton, Cumbia, Salsa, Merengue, Mambo, Flamenco, Cha-Cha-Cha, Tango, Soca, Samba, Axé, Bauchtanz, Bhangra und Hip-Hop. Die Tanzschritte des jeweiligen Musikstiles werden innerhalb der Choreografie mit Aerobic-Elementen (z. B. Kniebeuge, Ausfallschritt) verbunden, um den Belastungsgrad zu steigern.
Im Marketing betont Pérez nicht Effizienz oder eine optimierte Trainingsmethode, sondern legt Wert auf den Spaß an der Musik und an kreativen Bewegungen. Pérez betont, dass die Teilnehmer vornehmlich ihrem inneren rhythmischen Empfinden folgen und dieses dann immer mehr der vorgegebenen Choreografie anpassen sollen.
Dennoch wird Zumba von Fachleuten als anspruchsvolles Ganzkörpertraining eingeschätzt. Die Angaben zum vermuteten Energieumsatz unterscheiden sich jedoch stark. Der Sportwissenschaftler Ingo Froböse von der Deutschen Sporthochschule Köln hält bei dieser Belastungsart 1.670 kJ (= 400 kcal) pro Stunde für normal. Zumbainstruktoren sind der Meinung, dass je nach Zumbavariante Werte zwischen 2.500 und 4.200 kJ (= 600–1000 kcal) pro Stunde erreicht werden können, und das Magazin Men’s Fitness gibt den Energieumsatz mit ca. 3.000 kJ (= 725 kcal) pro Stunde an. Das Journal of Sports Science & Medicine zeigt eine Studie, bei der eine Person 300 bis 900 kcal mit einer Stunde langem Zumba-Training verbrennt.

## Zumba-Programme
Mittlerweile gibt es neben der grundlegenden Zumba-Variante viele spezialisierte Zumba-Programme für jeweils unterschiedliche Zielgruppen:
- Zumba Gold stellt die Bewegungen auf die Bedürfnisse älterer Teilnehmer mit eingeschränkter Bewegungsfähigkeit (z. B. nach Operationen) ab.
- Zumba Toning kombiniert zielgerichtete Körperformungsübungen, Krafttraining und intensives Ausdauertraining mit Energieumsatz. Dabei werden die leichten Rumbakugel-ähnlichen Toning-Sticks benutzt, um die Zielzonen Arme, Bauch, Gesäß und Oberschenkel zu trainieren.
- Aqua Zumba ist ein dem Zumba-Konzept angepasstes Aquafitnesstraining. Es soll helfen, Herzkreislaufsystem und Leistung zu verbessern.
- Zumba Kids und Zumba Kids jr. ist eine Zumbavariante für Kinder von vier bis zwölf Jahren und vereint urbane Tanzstile wie Hip-Hop, Reggaeton und Pop mit dem Konzept, an Konzentration, Koordination und Selbstvertrauen zu arbeiten und den Stoffwechsel anzuregen.
- Zumba in the Circuit ist im Gegensatz zu regulären einstündigen Kursen ein halbstündiges Kurztraining. Es arbeitet mit Reggaeton, Salsa, Merengue, Soca und Hip-Hop. Dieser Kurs kann auf alle Fitnesslevel abgestimmt werden.
- Zumba Gold-Toning ist eine Variante mäßiger Intensität für Teilnehmer mittleren Alters und Anfänger. Es soll Muskelkraft, Knochendichte, Beweglichkeit, Haltung und Koordination verbessern.
- Zumba Sentao wird mit einem Stuhl (aber nicht ausschließlich) durchgeführt und soll die Muskulatur stärken.
- Zumbini ist konzipiert für Kleinkinder bis 3 Jahre, welche gemeinsam „wackeln“, singen und lernen.
- Zumba Step funktioniert mit einem Stepper und soll vor allem Gesäßmuskel und Beine stärken.
- STRONG Nation™ ist ein Programm, das mit dem klassischen Zumbakonzept bricht. Es ist ein hochintensives Intervalltraining mit speziell dafür entwickelter Musik, die exakt auf die Bewegungen angepasst ist und einen Hauptbestandteil des 55-minütigen Workouts darstellt.[13]

## Rechtsstellung
Im Iran wurden im Juni 2017 von staatlicher Seite Kurse für Zumba verboten, weil sie gegen islamische Regeln verstoßen.
Im Iran wurden im August 2017 sechs Iraner festgenommen, weil sie den lateinamerikanischen Tanz Zumba unterrichtet haben sollen. Die zwei Frauen und vier Männer sollen in der nordiranischen Stadt Schahrud Jungen und Mädchen westliche Tänze gelehrt haben. Der Vorwurf lautete, mit den Tanzvideos haben die Tänzer die Lebensart der Menschen ändern und sie zum Nicht-Tragen des Kopftuchs bewegen wollen. Im Iran müssen Frauen in der Öffentlichkeit ein Kopftuch tragen. Westliche Tänze sind verboten.